# Vendôme (municipi)
Vendôme és un municipi francès situat al departament de Loir i Cher i a la regió de Centre - Vall del Loira.
La ciutat és conegut per l'abadia de la Trinitat.